# Echo (zespół muzyczny)
Echo – warszawska grupa muzyczna wykonująca hip-hop, powstała w 1997 roku. W jej skład wchodzą raperzy: Marcin Hiller – Parker i Paweł Płodziszewski – Pudel. Wykonawcy silnie związani z undergroundem, w swoich utworach często nawiązują do kultury graffiti, która jest dla nich nierozerwalnie związana z ruchem hip hopowym. Ich teksty zaliczają się do nurtu hip-hopu pozytywnego, z czasem ewoluowały w stronę wewnętrznych przemyśleń oraz prób oceny rzeczywistości bez zaangażowania politycznego. Ważna jest dla nich sztuka improwizacji. Freestyle jest stałym elementem koncertów zespołu. 

Na początku działalności muzycznej produkcją zajmował się Parker, od 1999 roku przejął ją Dena należący w tym czasie również do zespołu Elemer. Płytą zespołu pt. "Po prostu Echo" wydaną przez Denę przy pomocy Noona zainteresowało się wydawnictwo Blend Records, które ją wydało w 2001 roku. Od 2001 zespół związany był z wydawnictwem T1-Teraz. Podczas tej współpracy Echo wystąpiło na składankach "Blokersi", "To my, rugbyści", gościnnie na płycie Eldo w utworze "Pamiętam jak", na płycie producenckiej Reda "Al-hub" w piosence "Stylowy Przekaz". 
W 2003 zespół zaczął współpracować z mniej znanymi producentami w różnych utworach nie wydanych oficjalnie. Do 2005 kiedy do zespołu dołączyło 3 muzyków z zespołu Freeway (Suchocki-bass, Dubiński-perkusja, Andruchów-gitara)oraz Dj Bidikostu. Współpracowali m.in. z Dizkretem, Pezetem, Eisem, Eldo, Redem. W 2007 pod nazwą Echo feat. Freeway w internecie EP złożoną z 5 utworów. W tym samym roku Pudel i Parker wystąpili na płycie "Beatowsky" z 4 utworami.

## Dyskografia
Albumy
| Tytuł                   | Dane dot. albumu                                  |
| ----------------------- | ------------------------------------------------- |
| Po prostu Echo          | - Data: 10 stycznia 2001 - Wydawca: Blend Records |
| Echo feat. Freeway (EP) | - Data: 2007 - Wydawca: brak (digital download)   |

Kompilacje różnych wykonawców
| Album                                 | Rok  | Utwór                                                                 | Źródło |
| ------------------------------------- | ---- | --------------------------------------------------------------------- | ------ |
| Steez #1 - Strona Jasna, Dusza Miasta | 2000 | Echo - "Mamy Pewność"                                                 | [ 2 ]  |
| To my, rugbiści (ścieżka dźwiękowa)   | 2000 | Echo, DJ Romek - "Dajemy Wszystko" (Sto Procent)                      | [ 3 ]  |
| Blokersi (ścieżka dźwiękowa)          | 2001 | Echo - "Długopisy"                                                    | [ 4 ]  |
| Klan CD#15                            | 2001 | Echo, Dj Romek - "Pytasz, Więc Odpowiadam"                            | [ 5 ]  |
| Klan CD#17                            | 2001 | Echo, Eldo - "Ponad Tym Gównem Stać"                                  | [ 6 ]  |
| Klan CD#21                            | 2002 | Echo - "Długopisy"                                                    | [ 7 ]  |
| Popcorn - Hip Hop Mania               | 2002 | Echo - "Długopisy" Red, Ten Typ Mes, Echo - "Ten Typ/Stylowy Przekaz" | [ 8 ]  |
| Aloha 40%                             | 2011 | Echo - "Piraci"                                                       | [ 9 ]  |

Występy gościnne
| Album                                            | Rok  | Utwór                                                                                 | Źródło |
| ------------------------------------------------ | ---- | ------------------------------------------------------------------------------------- | ------ |
| Eldo - Opowieść o tym, co tu dzieje się naprawdę | 2001 | "Pamiętam Jak..." (gościnnie: Echo)                                                   | [ 10 ] |
| Red - Al-Hub                                     | 2002 | "Stylowy przekaz" (gościnnie: Echo)                                                   | [ 11 ] |
| Efekt Działania - Efekt działania                | 2002 | "Co zrobisz?" (gościnnie: Echo) "Karawana" (gościnnie: Echo)                          | [ 12 ] |
| Popcorn - Hip Hop Mania 4                        | 2004 | Red - "Stylowy przekaz" (gościnnie: Echo)                                             | [ 13 ] |
| Beatowsky - Beatowsky                            | 2007 | "Bielański rytm" (gościnnie: Echo, Siódmy) "Echooloott" (gościnnie: Echo)             | [ 14 ] |
| Siódmy - Fundament                               | 2009 | "Trzy zmysły" (gościnnie: Echo)                                                       | [ 15 ] |
| Duże Pe, Zbylu - Mixtape I                       | 2013 | "Wizja emerytalna" (gościnnie: Igorilla, Kfiat, Nomad, Echo, Proceente, Skajsdelimit) | [ 16 ] |
| Proceente - Znaki zapytania 2                    | 2014 | "Chcieć umieć zrozumieć" (gościnnie: Echo)                                            | [ 17 ] |